# Dysauxes tripuncta
Dysauxes tripuncta là một loài bướm đêm thuộc phân họ Arctiinae, họ Erebidae.